# Mark, Illinois
Mark är en ort i Putnam County, Illinois, USA.